# Červené dolíky
Červené dolíky jsou přírodní památka v okrese Kladno. Nachází se v údolí Červeného potoka asi dva kilometry západně od obce Malíkovice v nadmořské výšce 354–358 m. Chráněné území s rozlohou 0,18 ha bylo vyhlášeno 22. června 2013 a je v péči Krajského úřadu Středočeského kraje. V březnu 2016 bylo chráněné území pod názvem EVL Červené dolíky zařazeno mezi evropsky významné lokality Natura 2000.

## Předmět ochrany
Důvodem vyhlášení přírodní památky je ochrana  nivy, ve které se vyskytuje silně ohrožený střevíčník pantoflíček (Cypripedium calceolus).

## Galerie

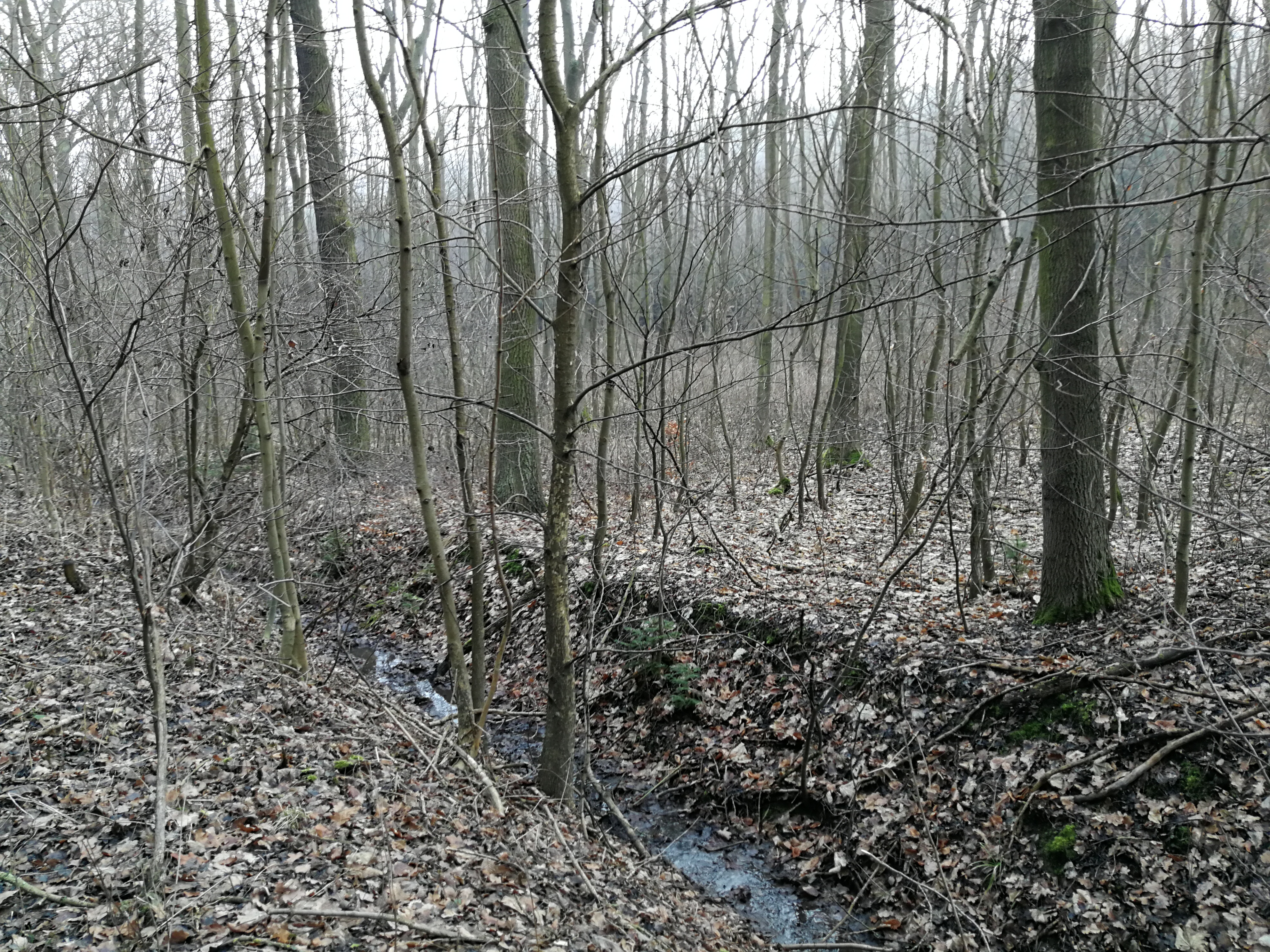
Červený potok
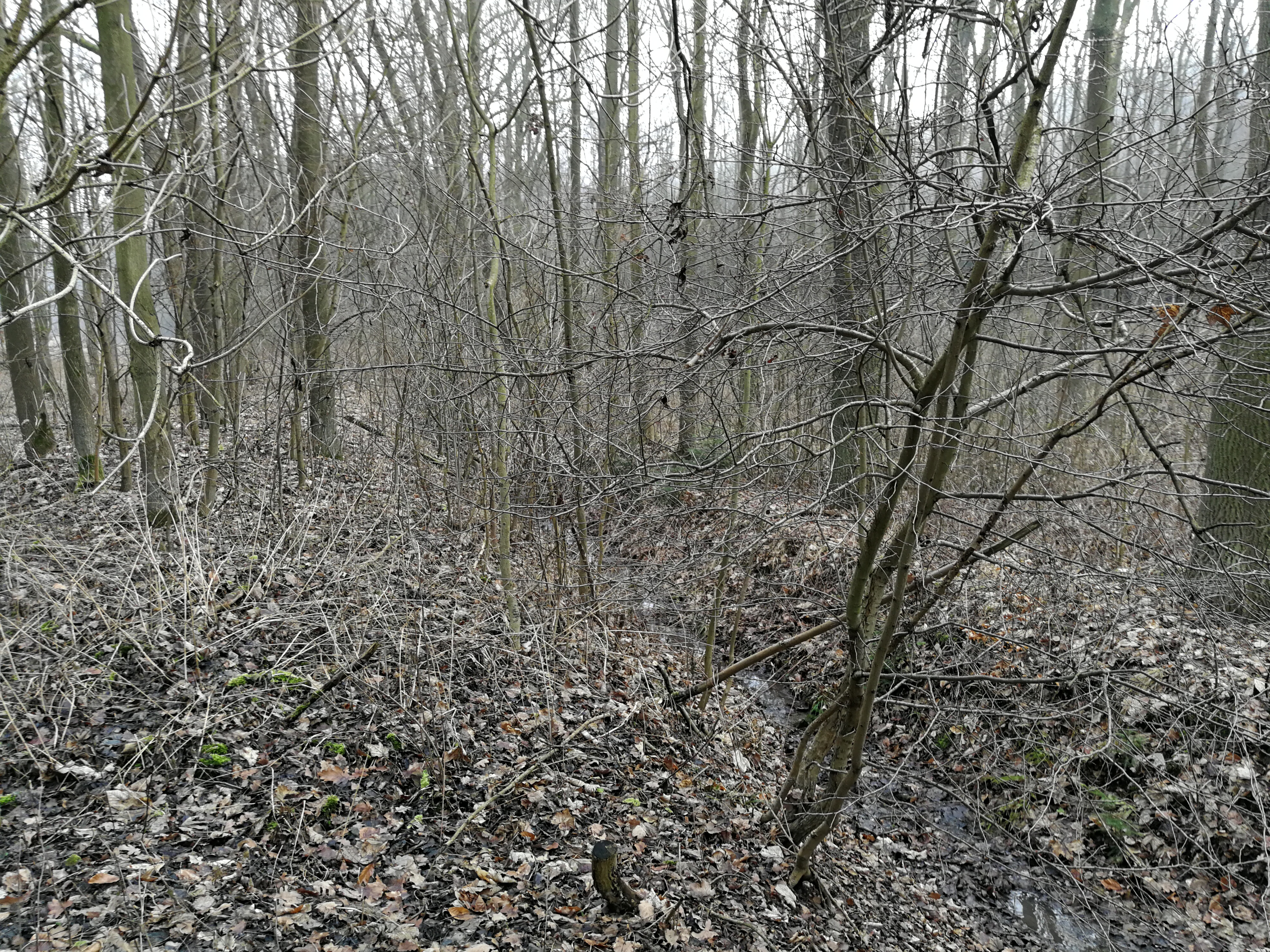
Keře v okolí
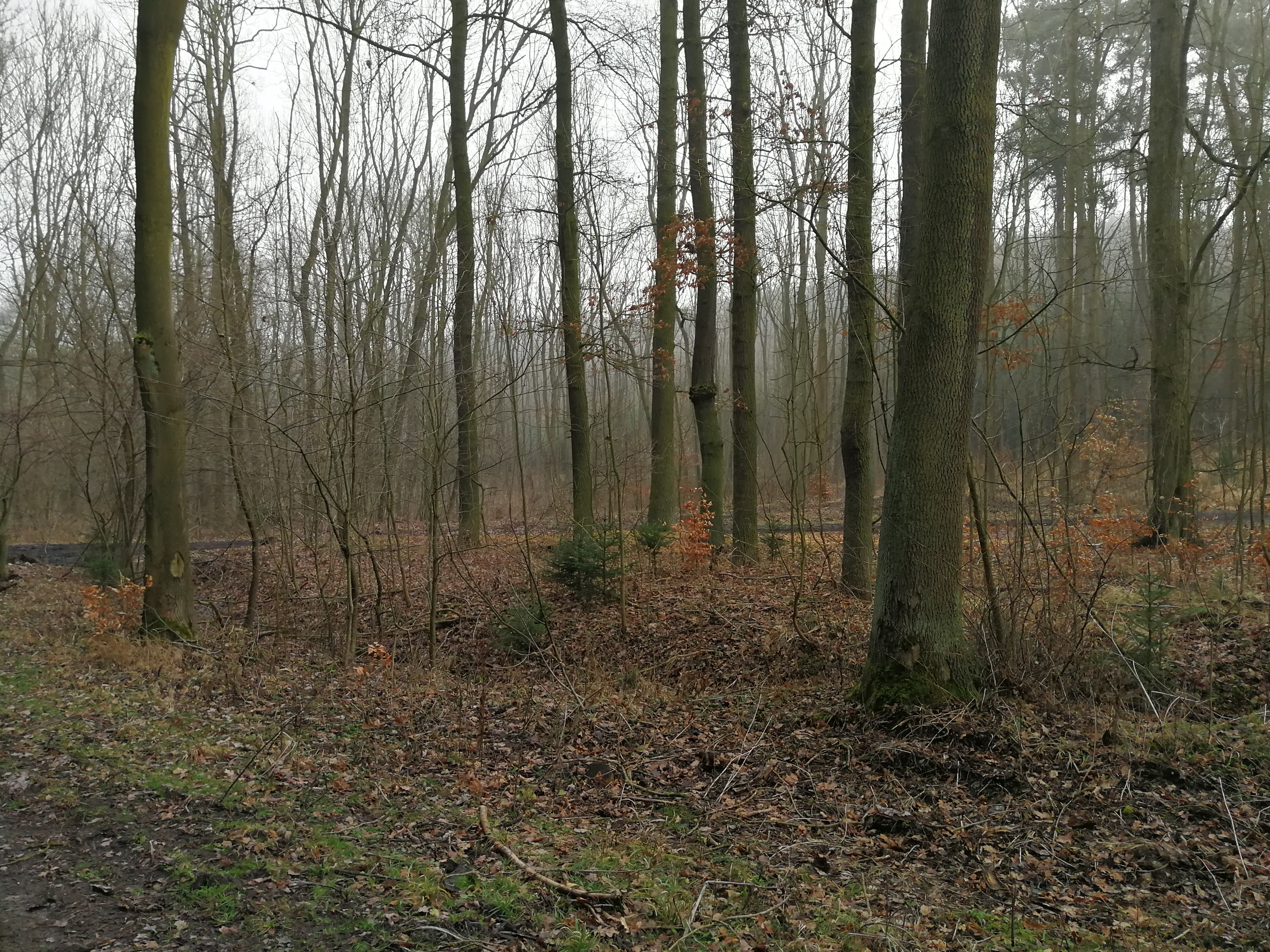
Pohled k cestě